# Pedrosa del Páramo
Pedrosa del Páramo ist ein Ort und eine Gemeinde (municipio) mit 89 Einwohnern (Stand: 2024) in der Provinz Burgos in der nordspanischen Autonomen Region Kastilien-León. Die Gemeinde gehört zur Comarca Odra-Pisuerga. 

## Lage
Pedrosa del Páramo liegt in der kastilischen Hochebene (meseta) in einer Höhe von etwa 975 Metern ü. d. M. und etwa 32 Kilometer in westnordwestlicher Entfernung von der Stadt Burgos. 

## Bevölkerungsentwicklung
| Jahr      | 1970 | 1981 | 1991 | 2001 | 2011 | 2021 |
| Einwohner | 175  | 126  | 122  | 113  | 103  | 84   |

## Wirtschaft
Die Region ist seit Jahrhunderten wesentlich von der Landwirtschaft geprägt; die Bewohner früherer Zeiten lebten hauptsächlich als Selbstversorger, aber auch Handwerk und Kleinhandel spielten eine Rolle. Ein Schwerpunkt lag auf der Anzucht von Bäumen aller Art, die letztlich in ganz Zentralspanien angepflanzt wurden.

## Sehenswürdigkeiten
- Petruskirche (Iglesia de San Pedro Advíncula)
- Einsiedelei des Christus von Villaux (Ermita del Cristo de Villaux)

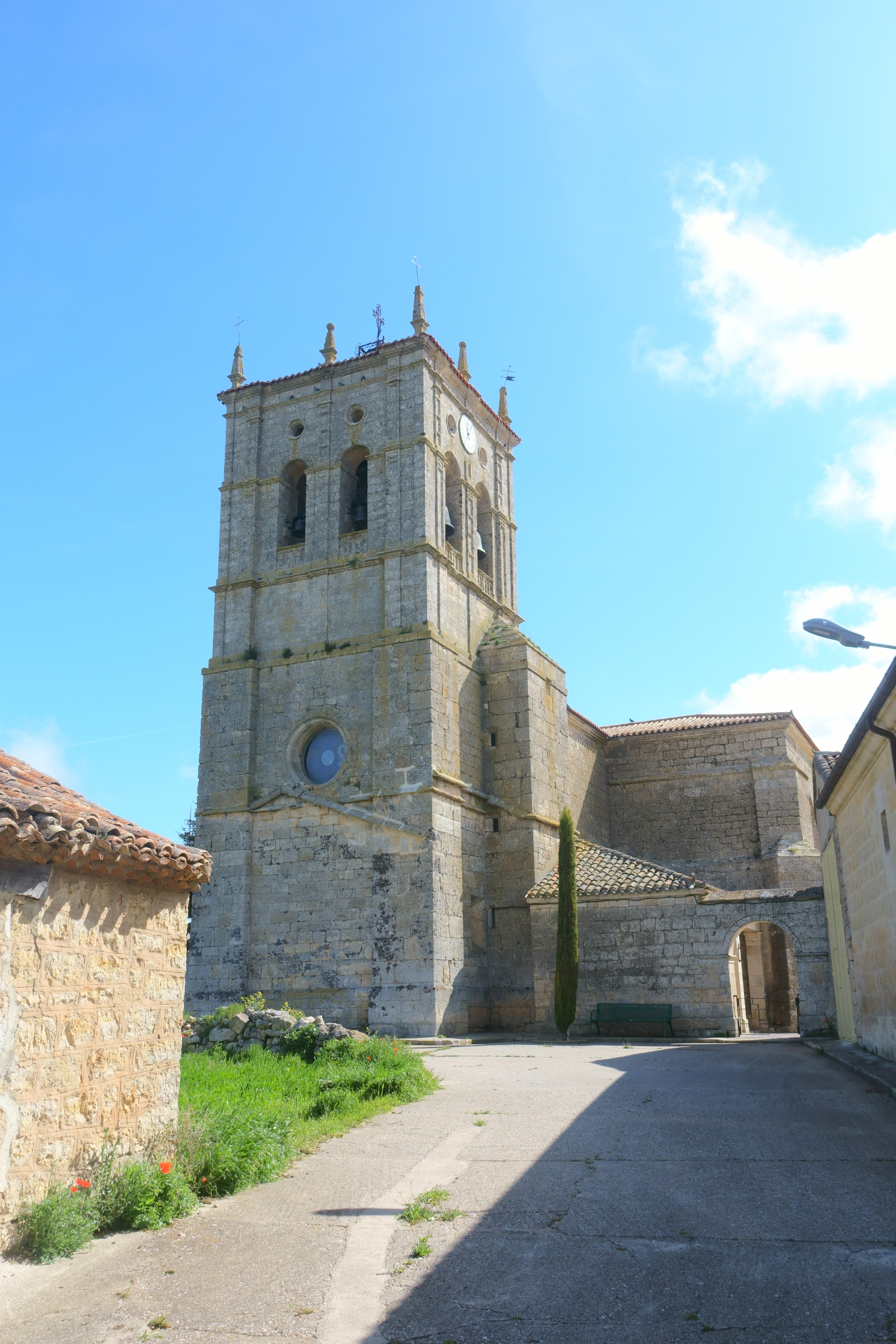
Petruskirche

## Trivia
Der Name des Ortes soll auf Pedro Paramón, ein mutmaßlicher Bischof von Sasamón um 1100, zurückgehen.